# Aristea cistiflora
Aristea cistiflora är en irisväxtart som beskrevs av John Charles Manning och Peter Goldblatt. Aristea cistiflora ingår i släktet Aristea och familjen irisväxter. Inga underarter finns listade i Catalogue of Life.